# Alexandre Camargo
Alexandre Pereira de Camargo (Curitiba, 25 de abril de 1997) é um esgrimista brasileiro.

## Carreira
Em 2016, Camargo apareceu como uma grande promessa na esgrima brasileira, conquistando o Campeonato Pan-Americano Júnior na modalidade espada.
Ele competiu nos Jogos Olímpicos de 2016.
No Campeonato Pan-Americano de Esgrima de 2017, conquistou o bronze na prova de espada individual, com apenas 18 anos.
Participou dos Jogos Pan-Americanos de 2019 realizados em Lima, no Peru, onde conquistou a medalha de prata na equipe brasileira de florete, participando como reserva. Na equipe de espada masculina, terminou em 5º.
No Campeonato Sul-Americano de Esgrima de 2021, realizado em Lima, no Peru, obteve a medalha de prata na espada.
Nos Jogos Sul-Americanos de 2022 realizados em Assunção, Chile, conquistou a medalha de bronze na espada individual.
Camargo esteve no Campeonato Mundial de Esgrima de 2023, realizado em Milão, na Itália. Participou da equipe de espada masculina brasileira, que derrotou a Grã-Bretanha por 44 a 40 na primeira rodada, mas na 2ª fase enfrentou a poderosa Itália, que seguiria para se tornar campeã do torneio, perdendo por 44-21.
Sete anos depois de despontar como uma promessa, e ganhando experiência ao longo dos anos, Camargo conquistou a medalha de bronze nos Jogos Pan-Americanos de 2023, sediados em Santiago, no Chile, na Espada Masculina, derrotando o colombiano Jhon Édison Rodríguez nas quartas de final, 10º do mundo e melhor das Américas no momento. Nessa categoria, apenas Arthur Cramer, em Winnipeg 1967, há 56 anos, havia chegado tão longe para o Brasil.